# VSee
A VSee é uma empresa que fornece equipamentos e kits de telemedicina (VSee Telemedicine Carts & Kits), plataforma para telemedicina baseada em webconferência (VSee Clinic), aplicativos desktop e móveis para a comunicação do paciente (VSee Messenger) e kit de desenvolvimento e integração da plataforma com outras soluções (VSee SDK).
A plataforma para a telemedicina possui certificação HIPAA e é oferecida em vários planos, sendo o mais básico de forma gratuita. O padrão da criptografia é de nível militar, sendo 256-bits AES. A VSee Clinic se comporta como uma clínica virtual, tendo sala de espera virtual e interatividade (chat, áudio e vídeo) via navegador, enquanto a VSee Messenger é responsável pela comunicação, acompanhamento e integração direta com o paciente.
Disponível em inglês e outras poucas linguagens, é esperada, em algum momento, a compatibilidade com a língua portuguesa.